# 絶対城先輩の妖怪学講座
『絶対城先輩の妖怪学講座』（ぜったいじょうせんぱいのようかいがくこうざ）は、峰守ひろかずによる日本の小説。イラストは水口十が担当している。メディアワークス文庫（アスキー・メディアワークス→KADOKAWA）より2013年4月から2019年12月まで刊行された。
『B's-LOG COMIC』にて炬太郎によるコミカライズが2014 Jul. Vol.18から2015 Dec. Vol.35まで連載された。

## あらすじ

### 第一部（1 - 6巻）
東勢大学に入学した湯ノ山礼音は幼少期からとある悩みを抱えていた。国文学科の准教授である織口にそれを相談したところ、不思議な事件を解決しているという絶対城阿頼耶という青年を紹介される。そこでその悩みを解決してもらうが、代わりに「サンプル」として資料室に通う傍ら、事件の解決を手伝うよう強制される。
様々な事件に巻き込まれるうちに礼音は自身の力のルーツについて知ることとなり、さらには阿頼耶の過去や秘密裏に刊行された真怪秘録、「鬼」に関わる謎に関わることになる。

### 第二部（7巻 - ）
「鬼」にまつわる一連の事件を解決した絶対城は死亡したと思われていた櫻城晃と再会する。そんな中絶対城は妖怪の知識を他者に伝える謎の存在「白澤」について調査を開始する。

## 登場人物

### 主要登場人物
絶対城 阿頼耶（ぜったいじょう あらや）
東勢大学文学部四号館四階四十四番資料室を根城にしている青年。色白で堀の深い顔立ち、やせぎすで身長は180cm強。よく通るバリトンボイスの持ち主。白いワイシャツに黒のネクタイと黒い羽織を身につけている。ただし、依頼人の身辺調査などの「仕掛け」をする際や、観劇などに出かける際には羽織の代わりに灰色のジャケットを着る（礼音曰く「常人モード」）。大型犬のような印象だが、猫派で幼少期は猫を飼っていた。
妖怪について膨大な知識を持ち、無愛想で変人じみた部分が目立つ。大学内では不思議な事件を解決する妖怪関係の事件解決の専門家と思われているが、実際は事件の真相を探った上でそれを状況に適した「妖怪」をその原因とすることで事件を解決させ、依頼者側からのみならず実際の犯人側からも口止め料のような形で報酬を得ている。文学部四号館を自分の土地の自分の施設と主張している。
とある政界きっての名家の生まれで、10代半ばで大学に進学したものの、留学中に妖怪学と出会いクラウス教授に師事する。そして、相方の晃が不審な死を遂げた件について調査することを実家を含む権力者たちが露骨に妨害したため、権力構造に絶望し家を捨て去ったという過去を持つ。現在の名は妖怪学の開祖である井上円了の言葉に由来する自分で名付けた偽名で、改名前の名前は選挙対策で「無駄にシンプル」だったらしい。晃の死がきっかけで、相手がどんな悪人であっても人死にを極度に嫌うようになった。
クールでドライな性格だが、情に厚いところがあり親しい者に対しては優しい。当初は礼音を単なるサンプルとしか見ていなかったが、本人には告げていないものの最近ではかけがえのない大事な存在だと考えており好意も持っていた。彼女からは珍獣扱いされているだけだと思い込んでいたものの、告白されたことで相思相愛だったことを知り交際を開始する。かつての相棒であった晃に対しては単純な好意とは言い切れない複雑な感情を抱く。
運動を好まない出不精のインドア派だが行動力と決断力はかなり高い。身体を動かすことも苦手ではなく着衣泳の心得があり師の影響で登山にも慣れている。ただし腕っぷしは弱い。料理も得意。ドイツ語やラテン語にも精通しており、速読術も身につけている。人の理解度を一切考慮せずに話を進める癖がある。妖怪好きはかなりのもので、妖怪が絡むと弱いのにすぐ厄介ごとに首を突っ込み、妖怪の話を中断されると寂しげな表情を見せる。冷静沈着なように見えて意外と負けず嫌いで大人げないところがある。もののたとえに妖怪の名前を出すことがあるが、それが比較的マイナーなことが多く伝わりにくい。
以前は資料室のものを完全に理解して老後に記録や記述をすればいいと考えていたが、様々なアクシデントに巻き込まれた結果自らが知りえたことの記録を行う重要性について考えるようになる。
第2部では政財界で暗躍する「白澤」の調査を始めたが、相棒の杵松を人質に取られ、次代の《白》として狙われることになる。恩師のクラウスにまで別人格が植え付けられ、自らも《白》からの侵食を受けるが、礼音によって助けられ、事件後は彼らが保管していた「真怪秘録」の複写に勤しんでいる。それがきっかけで、過去のものとなった妖怪を調べ尽くした先にしたい事が思い浮かばず、一時は研究意欲を失いかけたが、今も人間を利用して生きている猫の王との接触で熱意を取り戻し、織口から頼まれていた妖怪学講師を引き受けるために大学を卒業することを決め、織口研究室に所属しながら著作「妖怪学講座」を出版する。
湯ノ山 礼音（ゆのやま あやね）
東勢大学経済学部1年→2年→文学部3年。身長169cmと日本人女性としては長身で、ショートカットのボーイッシュな外見。絶対城からは「ユーレイ」というあだ名で呼ばれているが本人は気に入っていない。祖父から勧められて始めた合気道が特技で、2段の段位を持つ。
非常にお人好しな性格でほだされやすく、義侠心が強く年下や老人に対してついつい優しくしてしまうところから「兄貴分」とも呼ばれている。人を見る目がないのは自他ともに認めるところで、よく騙される。
実家は大学から車で3時間ほどの「山神温泉」というひなびた温泉街で酒屋を営んでいる。大学から自転車で20分ほどの距離にある築25年を超えるアパートに一人暮らししていたが、猫の王騒動で全焼してしまう。
垢ぬけたキャンパスライフを夢見ていたが、結局大学デビューはできず普段からTシャツとホットパンツ姿で冬場は革ジャンを着る。大学に合気道部がないため部活には入っていなかったが、春の一件を機に小学生向けの合気道教室に通うようになり、子供達だけでなく師範からも「コーチ」と呼ばれている。合気道で技や型を見て覚える習慣がついているため、記憶力は比較的優秀。物怖じせず礼儀正しいからか、初対面の相手にも警戒されず、打ち解けるのも早い。そのため、聞き取りが上手く、フィールドワーク向きの資質が備わっている。
幼少期から特殊な「耳鳴り」に悩まされ、さらに微量であってもアルコールを摂取することによってによって一気に発症する。この症状を阿頼耶に治療してもらったことがきっかけで、サンプル兼肉体労働担当として四十四番資料室に通うことになる。
実は真怪『覚』の末裔であり、「耳鳴り」は他人の心を無意識のうちに読んでしまうことが原因だった。阿頼耶に治療法として渡されたペンダントは、説話にしばしば登場し覚を撃退するきっかけとなる箍を模したもので、あえていつ弾けるか分からないように作っており集中力をそちらに向ける効果がある。これをつけている間はアルコールを摂取しても心を読むことがなくなる。訓練を経たことで能力が安定しだしてからは、アルコールの摂取で読心能力を開放することができるようになり、合気道の腕も相まって戦闘では「ほぼ無敵」と評される（元々、相手が弱っていたとはいえ地上最大の鳥であるダチョウを素手で取り押さえるほどの実力者ではある）。しかし、脳の処理能力を超える負荷の代償として、その後丸一日ひどい頭痛が生じる。さらに半年ほど訓練を続けたことでアルコールによる暴走も起こらなくなったが、同時にひどい絡み酒の性質であることが判明した。自らに「勝手に人の心は読まない」というルールを課している。テレパスながら全く悩まずあっけらかんとしている様は阿頼耶を呆れさせる。阿頼耶が「白澤」に捕まった際には、彼から託された「辟白澤図」の図像と50日間の特訓で身につけた「スイトン」の技で救出を成功させた。
阿頼耶に対していつしか好意を抱くようになり、彼がほかの女性と親しくするのを見ると嫉妬をのぞかせている。阿頼耶からはサンプルとしか見られていないのではないかと考えていたが、「狐」にまつわる詐欺事件で遂に告白、交際を開始する。また、実家が商売をしているというで入った経済学部であったが、妖怪学への興味が強まり、同時に阿頼耶と一緒の学問を学びたいと考えたため、3年次から文学部に転部し織口研究室に所属する。
杵松 明人（きねまつ あきと）
絶対城の友人にして相棒。理工学部機械工学科3年→4年→大学院で、振動吸収材の研究をしている。大学院への進学を予定している。細身で眼鏡をかけた柔和な感じの青年。料理と読書と観劇が趣味。普段から白衣を着用しているが、これは相棒の黒装束と対比構造になるように意識したもの。
入学当初は演劇部に所属していた。部内では裏方の演出担当で、そのアイディアが書いてある古い書物を探して阿頼耶と知り合い四十四番資料室によく入り浸るようになったが、柔道部の横暴で演劇部が潰され行き場を失ってしまう。その頃に阿頼耶に声をかけられ、それ以降はギミック担当としてしばしば彼の仕掛けを手伝うようになる。現在も元演劇部のメンバーが所属している劇団に協力して舞台装置の作成などを手伝っている。阿頼耶とは阿吽の呼吸で特に打ち合わせもなく即興の仕掛けができるほどに互いを理解している。
相棒とは違って聞き上手。相手の理解を待ってから話すため一見話し上手にも見えるものの、自分から伝える情報には穴があることがあるという意外な欠点がある。好青年な印象だが、阿頼耶と長く付き合っているだけあってなかなか変人でもある。意外に悪趣味なところもあり織口とは似た者同士だが、かつての確執からいまだに打ち解けてはいない。
阿頼耶と礼音の関係については、両者とも不器用なことに呆れることもあるが微笑ましく思いながら見守っている。一方で人間関係が変わることを恐れているため告白されても断っており恋愛経験はなく、自分のことを臆病者であると自己分析している。迷わず決断しているように見えるが、自分では結構うじうじ悩むタイプで、人に相談するのが苦手なのでそう見えるだけだと思っている。
「狐」の一件で国立文書館に行った際に《澤》の1人「傒嚢」の人格を植え付けられ、狐狗狸焼殺未遂や件ウイルス事件の裏で暗躍していた。しかし、完全に乗っ取られる直前に、宮本教授の機能的核磁気共鳴型断層式深層探査生成装置の研究が白澤への対抗策になることに気付き、僅かな時間で空メールを送って阿頼耶たちに道標を残した。白澤との決戦で「辟白澤図」を見せられたことで元に戻る。
織口 乃理子（おりぐち のりこ）
大学で文学部国文学科准教授を務める女性。礼音に絶対城を紹介した。おっとりした外見に反して行動力は高く、実年齢は28歳だが童顔で20歳そこそこに見える。柔道部の顧問をしている。大学の創始者一族の分家の出身。メジャーで大きいクラブには優しいが、柔道部の部室を拡張する際に演劇部の部室を潰すなど、弱小サークル相手には冷たい。
周囲には隠しているが生まれついての真怪『二口』であり、先祖の因果が原因で現れるとされるその症状を治すために本家に尽くすよう強要されていた。その一環で先祖の悪行の証拠を処分するため、自身の傀儡である柔道部員を使って四十四番資料室を襲撃させ、『真怪秘録』の覚書を奪う。資料を取り戻しに来た阿頼耶たちを一時は拘束したものの、脱出された上に能力を開放した礼音が手駒を全滅させられ、自分の秘密も暴かれてしまう。しかし、阿頼耶から本家に騙されて手足として操られていたこと、適切な治療法があることを教えられ、織口本家を裏切り柔道部の悪行を告発した。
それ以降、表向きはお咎め無しだが、織口一族からは絶縁された形となる。それまでは織口家の一員であることに妄執していたものの、一族を追われ自分の家について客観視したことで吹っ切れた様で、そのきっかけを作ってくれた阿頼耶には感謝している。窮屈な旧家の男性中心社会で育ったせいで常に他人の顔色をうかがい、多少無理をしても「誰かに臨まれた自分」を演じていたことが「二口」となった原因ではないかと考えている。
クラウス・インフォレスト
銀髪の50 - 60代の白人男性。絶対城の師匠であり、真怪秘録の資料と文学部四号館の元の持ち主。かつては東勢大学で教鞭をとっていたが、現在は某大学付属の比較文化研究センターで教授職に就いている。弟子とは対照的に根っからのフィールドワーカー。「天狗」を自称する密教系の古武術の使い手で、大柄かつがっしりした体格の持ち主。後述の天狗蝉と共生しており、それによって古傷のために悪化した体調を整えている。年甲斐もなく若い女性が好きで、よく女性を口説いている。芝居がかった性格で、派手な登場・退場を好み、決め台詞によく映画のセリフを引用する。
修験道の一派が残した文書を追って山々を回っていたが、「鬼」に関わって深手を負い、ただの学生に苦労を負わせるべきではないと考え阿頼耶に妖怪学から足を洗わせるため、強引に四十四番資料館と収蔵資料を奪う。しかし、阿頼耶の覚悟を聞いたことで認識を改め、四十四番資料室を返却した。その後はしばしば絶対城達の活動にも手を貸している。
「白澤」の調査を行なっていたが、組織によって《澤》の1人「彭候」の人格を植え付けられてしまい、阿頼耶の身柄確保に加担する。しかし、白澤が壊滅した際に救出された。
寅吉（とらきち）
クラウスの相棒の「天狗」。当初は名前がなかったが、11巻直前に平田篤胤が記録を残した天狗に師事した少年にちなんだ名前をつけた。怪我で弱ったクラウスの健康維持に協力しており、普段は彼の背中に張り付いて血液と老廃物を吸収している。
櫻城 晃（さくらぎ あきら）
紫の妹で、阿頼耶にとっては妖怪学の同門の先輩にあたる人物。クラウスに師事したのは早かったが、飛び級していたため阿頼耶よりも年下。年齢は20代半ばで、背が高くスタイルも良い美女。姉を除く家族からは愛想を尽かされていたが、似たような境遇だった阿頼耶とは意気投合したいいコンビだった。アウトドア派で格闘技をたしなんでおり、流派は不明だがえげつない急所攻撃を含めた躊躇のない戦い方をする。無駄に手の込んだ悪戯が好きだったらしい。非合法活動はお手の物で、複数の架空名義のクレジットカードを使いバレずに旅券を購入できる。
「鬼」の研究を進める中でそれを中止するように脅迫された矢先、山中で滑落死してしまうが葬儀の前に死体が消えてしまっている。
実は闇夜の象徴である真怪「のっぺらぼう」で、自分の能力について知るために妖怪学を学んだ。顰衆に命を狙われる状況を変えるために組織を潰すことを決意、自分を死んだことにして糸倉（いとくら）という老人に成り済まし敵の内部に潜入する。『大日本護法息滅会』の仕掛け人で、番場に「真怪秘録」を授け資金援助を行い、いち教団員として阿頼耶たちの前に姿を現した。
鬼にまつわる一連の事件が解決してからは、姉をはじめとする親しかった人たちの前に姿を現し生存を報告、阿頼耶に頼んで資料室にしばらく居候することになるが、御場島の一件の後で『白澤』を名乗る集団もしくは個人の影を感じ取りクラウスと協力して彼らを追うことになり、中国に旅立った。白澤に追い詰められつつあった阿頼耶たちの前に帰還し、組織の壊滅に協力した後は「狐」と手分けして資料を持ち出し姿を消した。

### 主要登場人物の関係者
波平 友香（なみひら ゆか）
経済学部1年生。入学以来の礼音とは知人関係にある。小柄で可愛らしく服装や化粧にも気を使うといった礼音とは対照的な外見で、社交的でノリのよい性格。入学して間もないころ、学部の先輩に襲われかけたところを阿頼耶に助けられたことがある。
南郷 蒼空（なんごう そら）
合気道教室の生徒。スポーツ刈りの小学5年生→6年生→中学1年生の少年。初心者の7級だが元気で稽古熱心。父親は県立自然博物館の学芸員で、小学2年生の妹がいる。礼音を慕っており、何度か妖怪がらみの相談を持ちかけている。また、1学年上の海晴という幼馴染の剣道少女に淡い恋心を抱いている模様。中学進学を機に合気道教室を引退するが、礼音との交流は続けている。
春田 官十郎（はるた かんじゅうろう）
合気道教室の師範で毎週土曜日子供たちに合気道を教えている。精悍な老年の男性。受講生たちと同様、礼音をコーチと呼び、時には指導者に回ってほしいと頼むこともある。
星川 恵理（ほしかわ えり）
理工学部バイオ資源学科遠山研究室所属の4年生。身長150cm位と小柄なうえ猫背なのでさらに小さく見える大きな眼鏡をかけた女性。おどおどした性格だが、芯は強く自分の主張をしっかり通そうとする。無神論者で、肉体を持たない超越的な知性については全く信じていない。所属研究室の方針転換でかわいがっていた研究対象のウミシダを処分しなければならなくなり、殺すのが忍びなくて大学前の海に秘かに放流していたが、阿頼耶たちに現場を押さえられたもののウミシダは博物館で飼育されることになり、自身も博物館でアルバイトを始めた。
萩原 海晴（おぎわら みはる）
剣道教室に通う小学6年生→中学1年生。大きな瞳と肩までの髪が特徴の、大人びた雰囲気をした美少女。幼馴染の蒼空からは好意を寄せられているが、自覚はしていない模様。
少6の秋にうなじの皮膚を何者かに浅く切られる被害にあったが、犯人が特定されたため教室に通い続ける。中学進学後の夏に海辺に出現する幽霊話について礼音に相談した。
櫻城 紫（さくらぎ ゆかり）
茶道櫻城流の家元。晃の姉。身長は160cm弱。 「カワガキフォーラム」という環境保全のNPOで理事を務める傍ら、趣味で河童を専門に研究を行っている。人を信じようとする善良な性質の持ち主。阿頼耶が改名する前から変わらない関係を続けている唯一の友人。駒引川開発を進める統子とは敵対関係にあった。対話のために彼女を自宅に招いた際に麻痺毒を盛られて一時的に昏睡状態に陥ったが、後に無事に意識を取り戻す。顰衆壊滅後、晃の生存を本人の口から知らされた。
かつて空木淳郎という名の樹木医兼植物学者をしていた10歳年上の男性と婚約していたが、相手が有害物質汚染被害で体を壊して余命宣告を受け、過激な環境保護活動をするようになったため5年前に破局。その後の阿頼耶たちの調査では、恋人は神籬村でナンジャモンジャの治療を終えた後で息を引き取り、ノタバリコたちによって埋葬されただろうと推測された。
朝霧 シアン（あさぎり シアン）
礼音の前に現れた学生服の少年。神出鬼没で非常に身体能力が高い。古い映画に詳しく、両生類好き。
正体は駒引川に住む河童の大将。前述のとおり少年の姿だが、実年齢は300歳を超える。現在名乗っている名前は紫から貰ったもので、「少し中二っぽい」と思いながらも気に入っている。総合格闘技に近い古式の相撲の使い手。統子が自分自身の復讐心を満たすために河童の一族と交わした約束を破り駒引川の開発事業に関与していることを知り、礼音の「覚」の力を借りて悪事を暴こうとしていたが、阿頼耶を信用して礼音の能力を表沙汰にしないで真実を白日のもとにさらす計画を立て協力態勢をとる。統子が自分から数々の事件の真相を話したところで、殺されかけていた2人を救出、統子を叩きのめし「河童の国で再教育する」と告げて姿を消した。
阿頼耶たちが白澤に狙われていた時は、陰ながら紫のことを護衛していた。
六条 清香（ろくじょう きよか）
小学5年生→6年生。小学4年生の夏に蒼空が通う学校に転向してきた。小柄で大人しそうな印象だが、ボルダリング西日本大会ジュニア部門で入賞した経歴を持つ。家が厳しいらしく、それ以外でも英会話などの習い事に色々と通っている。
4年生で一緒に体育委員を務めていた蒼空に淡い好意を抱く。蒼空に渡そうとしていたバレンタインチョコをいつもつるんでいた少女達によって勝手に英会話教室の講師に渡されてしまい、取り戻そうとしていた姿を見られて怪談話が広まってしまう結果になったが明人達に諭され、無事に取り戻したチョコを彼への遅めの誕生日プレゼントとして送った。また蒼空が好意を寄せている海晴には複雑な感情を抱いている。
杉比良 湖奈（すぎひら こな）
怪談専門ライターを自称するフリーライター。東勢大学経済学部中退。陽気なお調子者で、頭は悪くないが詰めが甘い。
神籬村を訪れた阿頼耶たちに出会い、座敷童の伝承について共に調査した。実はスカイJの名で活動するドラッグのディーラーで、村を訪れていたのもそこに自生するワラシタケを採取するためであった。礼音が自分がディーラーだと気づいていると早とちりして彼女に睡眠薬を盛って誘拐したが、居場所を突き止めた阿頼耶によって悪事を暴かれた。悪事を公にしない代わりに阿頼耶から情報収集を命じられており、現在は白澤書房について探っている。
若林 直央（わかばやし なお）
農学部1年生。礼音より1歳下だが、身長160cm弱と小柄な体格なので中学生にしか見えない。実家が遠いため、東勢大学の裏手に住む祖父母の家から通学している。
入学したての春先、詐欺グループに祖父が狙われて慢性偏頭痛に悩まされていたのを礼音に救われた。同年の夏、今度は先輩の義理の姉が詐欺被害にあっていることを知り、再び礼音へ助けを求めた。

### 敵役
鈴木 双葉（すずき そうよう）
蛇津波（たつなみ）村という海沿いの寒村で供毘永神宮の宮司を務める男性。見た目は50代で、関西弁を話す。2巻に登場。
村人を先導して村に古来から伝わる神事を現代まで続けている。供毘永大神の血液で延命を行っているため、実は明治生まれの老人である。12年に一度、夏の祭りの時期に村を訪れた女性を攫い、強制的に供毘永大神の生贄である神屋嫁にしていた。今回の祭事では織口を捕らえていたものの彼女が二口だったため、次いで村を訪れた礼音を生贄とするべく捕らえる。しかし、阿頼耶と明人が祭事を妨害し、能力を開放した礼音に手下の村人たちを全員倒されたことで窮地に立たされ、供毘永大神の神域に阿頼耶と礼音をおびき寄せて生贄にしようとしたが、長年囚われていた供毘永大神の怒りに触れてしまい、目論見は外れて自らが重傷を負ってしまう。供毘永大神が海に帰ってからの動向は不明。
番場 尚敏（ばんば なおとし）
東勢大学理工学部バイオ資源学科真萱研究室のOB。罵王院光陰(ばおういん こういん)を名乗り、新興宗教『大日本護法息滅会』の教祖をしていた。4巻に登場。
真萱教授から存在を教えられたマガヤモジホコリを研究し、培養を成功させそれが意思を持つ存在だと知るとそれにコンピュータを接続して目と声を与える。本人としては信者に祝直しをして感謝されるというささやかな夢を持っていただけだったが、いつの間にかトウビョウに寄生され自らの本意ではないことをして教団を拡大させてしまった。クリスマス・イヴに浄水場へトウビョウを巻く計画が頓挫した時、ショックで思考力を取り戻し、自分までもが操り人形だったことに気づく。
兵部 統子（ひょうぶ とうこ）
天寺市の市議会議員で、老舗製薬会社の兵部製薬の社長令嬢。30代ほどの古風で凛とした美人。5巻に登場。
東勢大学の学生を労働力とする「若いチカラ活用プロジェクト」が学生や一部の教員の反対にあい頓挫したため、同時に進めていた駒引川の開発を強行する。3年前に海外留学から帰ったとされるが、それまで在学していたという学校にはその記録がないという謎を持つ。
その正体は享保年間の人間である兵部家5代目当主の娘、「兵部きよ」本人。武力で河童を従えた「兵統部（ひょうすべ）」の家に生まれ駒引川に住む河童の頭領を闇討ちした際相手の腕を切り落とすも、自分も麻痺毒を浴びて右腕を失ってしまい、そこに河童の腕を移植したことで不完全ながら河童の体質を手に入れる。数十年単位で休眠を繰り返しそのたびに別の名を名乗っており、先々代の失踪した女社長とも同一人物である。河童の手から分泌される物質は兵部製薬の主力製品である高級精力剤として販売されている。同時に腕を維持するために動物の血液を摂取する必要が生じたため、大量の実験動物を購入していたが動物愛護団体に目をつけられて方向を転換せざるを得なくなり、白尾根市の閉演した動物園から動物を買い上げ、それが尽きてからは東勢大学農学部で飼育されていた牛を襲撃したものの警備が厳重になったため、やむを得ず駒引川上流で野生動物を襲っていた。かつて行った和平交渉で駒引川には直接手を出さないことになっていたが、利き腕を奪ったシアンに復讐したいがために裏から手を回す形で開発計画に間接的に関与し、それに反対する勢力の中心的な存在であった紫を襲撃し昏睡状態にした。阿頼耶と礼音が自らの正体を突き止めたため、毒液と怪力を発揮して口封じしようとするもシアンに妨害された。
顰衆（しかみしゅう）
1000年以上の長きに渡り「鬼」の秘密を守る集団。かつての大江山であったS県乾市の住民で構成され、機密保持のためならば脅迫や殺人のような犯罪も辞さない暴力的な組織。第一部中盤からその存在について語られていたが、登場は6巻。
本拠地は「志噛美（しかみ）大社」という神社で、首領は世襲で酒呑童子を名乗って変声機をつけ角と眼玉が複数ある赤い面を被り、情報監視室の茨木童子、熊童子、虎熊童子、金童子、星熊童子らの幹部が存在する。実働部隊は大社に伝わる鬼面をかぶって行動する。警察や政治家、研究者などに圧力をかけ「鬼」の秘密を守らせ、鬼について調べることをやめる警告の後も調査を続ける者に対しては容赦なく殺害させている。元々は化石信仰を行う高い製鉄技術を誇る武装集団（酒呑童子はアロサウルス科の頭骨、星熊童子はハドロサウルス科の頭骨、熊童子はティタノサウルス科の脚、虎熊童子はテリジノサウルス科の手、金童子はノドサウルス科の背中）で、源頼光らと協調して朝廷を襲い支配階級に成り代わった者たちの末裔。過剰なまでの隠蔽工作は明治維新後に国の名誉を守るために行われた。絶対城によってネットを介して世界中にその秘密を暴かれてしまい、首領は最後の足掻きで唯一の証拠となる屏風に火を放ち自分も一緒に炎に包まれるが、命は取りとめたらしい。
真鎧 龍成（まがい りゅうせい）
真鎧鉱業グループ本家に生まれた男性で、乃理子の婚約者。研究開発部門を総括する常務。従順な人間に囲まれて育ったせいか尊大かつ独善的な性格。文系の学問を実利に結びつかないと見下しており、文学部准教授を務める婚約者にも早期に大学を退職してほしいと考えている。剣道の有段者でもありその実力は折り紙つき。8巻に登場。
「御場島に伝わる伝承は迷信ではない」と「白澤」から情報提供を受け、噴火を制御して地表に噴出した地下資源を採掘しようともくろみ、島に火山研究センターを建設する。開発を妨げる生物相の発見報告を握りつぶし、テロ同然の破壊行動を独断で敢行していたが、オフサギの真実はどれだけ金を積んでも手に入れられなかった。通信障害を起こして島を外界から遮断、神事の真相を突き止めた阿頼耶を誘拐し拷問したが口を割らせることができず、自身はセンターに侵入してきた礼音に敗北、乃理子には見限られて婚約を破棄され、自身の行動に反感を持っていた部下の一部も離反して問題行為を会社の上層部に告発されたことで、その責任を取らされて解雇された挙句実家からも放逐される。最後の足掻きで火山を噴火させようとしたが、火口から出現したダイダラボッチによってそれも阻止されてしまった。
狐狗狸（こっくり）
8年ほど前から活動している詐欺師をターゲットにした詐欺グループ。9巻に登場。
妖怪としての狐にまつわる情報を得るため阿頼耶に接触、真怪秘録の覚書を盗んで逃走する。その後の調査で自分たちの正体にたどり着いた阿頼耶と対面、彼の策により情報を漏らしてしまい、潔く自身の敗北を認めて彼の依頼を聞き「白澤」の調査を請け負った。しかし、その矢先に黒幕から脅迫を受けたため、警察の捜査情報を改竄して乗用車の中で自殺したことにし、危険すぎるということで阿頼耶からも了承を取り白澤からは手を引いたが、「白澤」の本拠地襲撃に協力して晃と手分けして脅迫に使える未公開株などの情報を回収した。その際、協力の対価として働かずに生きていくには十分な額を四十四番資料室に資金援助している。
ルナール尾坂部（おさかべ）
年齢・性別不詳の元天才マジシャン。知識欲が極度に強く、あらゆる技術を驚異的なスピードで貪欲に吸収していった結果謙虚さを学ぶことなく、観客を騙すために手段を選ばずトラウマや後遺症を負わせかねない仕掛けを使っていたせいで業界から干されてしまい、詐欺師へ転身した。知識は相応の欲求と能力のある者には与えられるべきだという考えを持つため、マジシャン時代に自身が活動していた廃マジックパブを買い取り、自身がバケギツネの真相にたどり着いた道標を残していた。狐狗狸では「狐」役で、卓越した変装技術や演技力、心理操作技術を用いて実行犯として動いている。
狢屋 金長（むじなや きんちょう）
天才的な声帯模写の技術を持つ中年男性。8年前までコメディアンとして活動していたが、声マネと高周波でグラスを割る技術以外に持ちネタがなく、喋りも下手だったことからあまり売れていなかった。その後居場所をなくしたことからルナールに誘われ詐欺師の道に踏み込んだ。狐狗狸としては「狸」役で裏方を担当しており、電話越しの声帯模写で相手を騙したり高周波でタマと情報のやり取りをしていた。
タマ
ルナールの飼い犬。体調80cmほどで細身の和犬。その正体は犬ではなく「バケギツネ」の中でもとりわけ知能の高い個体。孤高山の維持管理をルナールに行わせる代わりに彼に協力している。その役目はバケギツネとしての能力を利用して騙す対象の警戒心を低下させることと人間では忍び込めないようなところに潜入して情報を得ること。名前は狐の化かす力の源になるとされた「宝珠の玉」に由来している。
白澤（はくたく）
第2章で阿頼耶が追っている、古代中国で生まれた神獣を騙る組織。記録上は2世紀頃に成立した、知識量だけに特化した「情報の聖獣」であり、宋代の伝承では黄帝の前に現れ、11520種の妖怪（精魅や鬼神）について詳細な知識を与えたとされ、その知識は原初にして最高品質の妖怪図鑑である「白澤図」として書物にまとめられたと言われる。発祥から1500年は白澤自身の姿は描写がなく、頭に3つ、胴体の左右に3つずつ、合計9つの目を持ち、顔が人間で体が動物の姿が確認されるのは17世紀に入ってから。日本には漢籍を通じて平安期に伝わり、江戸時代中期以降は一種の厄除けとして「白澤避怪図」が定着した。実際に悪鬼や妖怪を退散・退治した記録は全く残されていない。
作中の「白澤」は、白澤伝説と同時に発祥した、怪異の正体を知り尽くし、知識を蓄える存在で、妖怪の実情を詳細に把握しその情報を収集、利己的に活用している。実際に命を狙われた「狐」が個人でも組織でもないと考えていたとおり、穢れなき唯一の王たる《白》と、それを取り巻き支える大勢の《澤》からなる一種の群体の総称で、《白》を中心にその眷属が集まるところから、《澤》（=水たまり）の名が付いた。《白》は9つの目が記された童狩衣、《澤》は3つ目の紋章が記された物品を所持している。「6にして1、1にして6」であり、紀元前4500年の河南省の遺跡で発掘された貝絵にある、6つの神聖な生き物（虎の体、鹿の脚、人の顔、龍の角、鳥の羽毛、蜘蛛の8つ目と突起）と、古今東西の神秘と畏怖の象徴である1つ目を合成したものであり、紀元前3000年の時点でウイグル自治区の壁画に9眼の白澤が発見されている。中国で見つかった唐代の木簡によれば、白澤の魂が宿る「眞白澤図」を見ると世の中のあらゆる妖怪の知識を得ることができるが、代償として白澤に乗り移られて「白澤になってしまう」こと、その効果を消滅させる「辟白澤図」が作られたこと、両方とも東方の島国に送られたことが記載されている。「辟白澤図」は沖縄県寄りの南洋の無人島・智奮（ちぶる）島内、「シルークムイシンジュ（白澤の墓）」の石箱に納められていたが、太平洋戦争により1945年に焼失した。白澤たちが宿主の意識を乗っ取るインストールの過程は「据え付け」と呼称される。《白》は白澤の知識を全て授かった「白澤の中の白澤」で、真っ新な目と心を持つ者だけから選ばれ、60日間掛けて宿主の人格を塗り潰し、以降は二度と元には戻らず、脳への過負荷で徐々に髪が白くなる。また、新しい体に映る際に持ち歩けるのは、人格と最低限の知識だけで、体を変える度に自分の手で持って頁を繰ることで情報を取り込み蓄える必要がある。複雑でデリケートな処理の間、しばらくは動けなくなるので、身体のケアと生命維持を行う世話役が必要になる。対して白澤の代理人は構成員の1単位として《澤》と呼ばれ、役職に応じた個々の名前を与えられており、王を支え白澤というシステムを維持することだけを目的に行動する。こちらは元の人格を生かした状態でその上位に複製した疑似人格を作るだけなので「据え付け」の時間が短く、植え付けられた別人格が脳を勝手に支配して元の人格を再利用し、本来の人格は別人格を認識できず、別人格が出てくると本来の人格の意識は途切れ、記憶も残らないが、別人格は宿主の意識も記憶も覗き放題で、それとなく宿主の行動を操ることもできる。多量の情報やニュアンスまで込められる、短いノイズのような圧縮言語を用いて会話を行う。脳を支配する能力を持つことから、「『今から思考する』という思考」を省略して人間の思考限界速度より速い行動の選択、思考、指示が可能であり、ありえないほどの反応速度を見せる。特に《白》は深く繊細なニューロンのコントロールが可能で、読心能力の対策で1つの思考をカモフラージュにして裏の真意を隠すこともできる。
その正体は「見て理解するという行為をやめることができない」という人の脆弱性を突いて人の心に寄生する一種のプログラム、もしくはウイルスのようなもの。最古の伝承で容姿に関する記述がないのは、そもそも白澤という妖怪が形のない情報生物であるため。「白澤図」とは字でも図でもない白黒がランダムに入り混じるモザイク状の奇妙な模様であり、人間の目と脳に合わせて特化した二次元コードに相当する。人間の視覚と脳が特定の図像に対して一定の反応を示す性質を利用して、ニューロン上で生じる無数のリアクションの相互作用によって人格が脳内に発生するという、いわば「人間が見る」という条件で解凍される一種の圧縮ファイル。両目で立体視しなければ効果が薄れるのが欠点で、眼帯をするだけで「据え付け」を防ぐことができる。
「眞白澤図」が白澤たちの魂の宿り場であるのに対し、「辟白澤図」はとある《白》が同族を殺すために開発したもの。原型は自然の色彩、壁画や貝絵などから偶然に誕生したと考えられ、人間の脳に発生したプログラムは特定の図像による自己の複製と拡散を開始し、文法に基づく図の書き換えでバージョンアップを図ってきた。阿頼耶の推測では50000年前から加速度的に人類の知能が高まったこととも関係しているとされる。人の想像力や恐怖心を利用して辟邪の設定を先に作ることで自己の保存と拡散を行ったが、《白》同士の勢力争いで「辟白澤図」が開発されたせいで中国大陸では白澤がほぼ全滅してしまい、琉球から日本に逃れたグループだけが生き残った。以降は同族間の争いを恐れ、原則1人しか《白》を作らなくなったとされる。
「情報の聖獣」の力は伊達ではなく、蛇津波村の「朱百足」や、「天狗」の筋肉を弛緩させる超音波、「ノタバリコ」現象を起こす化学物質、「トウビョウ」の粘液など様々な妖怪の力を使うことができる。
政財界の都市伝説というステータスとしての地位を築いたことで現代まで生き残り、怪異についての知見を基に、選ばれた政財界人にアドバイスを与える相談役として強い影響力を持っている。自分のことを探ろうとする者や妖怪に関する有益な情報を持つ者には三つ目のマークを入れた警告文を送りつけ、指示に従わなかった場合には殺害も辞さない。明治時代には予言獣を広める実験を行なっていたとされ、関心を持つ研究者を集めるために「白澤書房」を設立して真怪秘録の情報を小出しにした時期もあるが、学問の細分化が進んだ時代では上手くいかなかった。現代では国のデータベースを自由に使うことができ、国で重要な役職に就いているものや有力な研究者、それらに近しい者が必ず利用する「国立文書館」を拠点としており、入館時に必要な身分証提示と利用者登録によって役に立つ人材には、人格の乗っ取りだけに特化した簡易版「眞白澤図」をタブレットに映して「据え付け」を行い、情報を吐き出させ、知能を確認した上で、幹部の判断のもと《澤》へ徴用される。関係者はインストールした特定のアプリによって情報を交換し、昆虫かロボットのように届いたメッセージを必ず確認するように本能レベルで義務付けられている。
真鎧龍成にオフサギ神事とそれを利用した地下資源採掘の可能性を提示、8巻での事件の引き金を引く。9巻で自身を探ろうと動き始めた狐狢狸を即座に監視対象とし、隙を見て彼らでも気づかないうちに車に細工し炎上させて、警告とした。10巻ではY県警本部長の都川に指示を出し、柴田山のまきはら牧場で管理されていた件ウイルスを奪うため立てこもり事件への対処を装い行動を起こすが、一時的に予言能力を獲得した阿頼耶に翻弄され失敗。その後、新たな《白》として阿頼耶に目を付け、彼の周囲の人間を《澤》に取り込んでいく。人格の「据え付け」にも成功したが、スイトンを習得した礼音に現存する唯一の「眞白澤図」を破壊され、阿頼耶が意識を乗っ取られる直前に礼音に託した「辟白澤図」をメッセージアプリで流されたことで完全に消滅した。
傒嚢（けいのう）
古代中国の精魅の1つにして「白澤図」に記載された怪異の一体。埼玉に伝わる「袖引き小僧」に類似する手を掴んで引き留める小児型の怪異で、元いた場所から離されると死んでしまう。呉の時代に丹陽郡の太守の諸葛恪が出会ったとされる。
「白澤」では《澤》の役職名であり、誘う怪という性質から《白》になる資格を得た者を誘い、組織に抱き込むことがその役目。阿頼耶を引き込むために、杵松がその役目に選ばれた。礼音に敗れ、《白》が消えた後もしぶとく杵松の脳内に居座り新たな「眞白澤図」を作ろうとしたが、携帯端末の画面に映し出された「辟白澤図」を見てしまい、消滅した。
野僮（やどう）
「白澤図」に記載された古代中国の精魅の1種。游光を伴って夜道に現れる8人組の子供で、出ると民が病死するとされている、日本の「七人ミサキ」の祖先にあたる災厄を招く集団型の化け物。
櫻城邸に避難していた阿頼耶を捕らえるため、通いの庭師の沢渡冬次郎が役目に選ばれる。7体のノタバリコを引き連れ、自らは「トウビョウ」で泥田坊と化し庵を襲うが、礼音と帰国した晃によって制圧される。病院に搬送された後は自壊機構により記憶を失った。
彭候（ほうこう）
「白澤図」に記載される古代中国の怪異。1000年を経た樹木に宿る、人面の黒い獣のような姿の精霊。実際に出たという話は日本では一切記録されていない、知識上の妖怪。
沖縄に近い智奮島には、キジムナーではなく「辟白澤図」と共にこの妖怪の伝説が伝わっていた。クラウスがその役目に選ばれ、智奮島で阿頼耶を捕らえて《白》に変えたが、50日後にスイトンを習得した礼音に敗れ、「辟白澤図」で消滅。
テンマル
金に近い明るい茶色の毛並みで、1歳くらいの若い雄猫。由来は群馬県に伝わる火車系の妖怪から。
阿頼耶を危険視する猫の王の意思に従い、化け猫騒ぎを起こすことで目論見通り四十四番資料室に引き取られる。監視の過程で礼音が覚の能力と妖怪学の知識を身につけていることに気付き、彼女を優先して始末しようとするが、小火を起こした犯人だとバレたために逃亡。その後も度々阿頼耶と礼音を襲撃するが、猫の王との交渉が成立した後は再び資料室に戻って自分たちのことを明かさないか監視を続けている。

## 用語・設定
東勢大学（とうせいだいがく）
戦後、織口財閥によって創設された私立大学。所在地はM県天寺市縄代町奴羅山1000-1。ローカルな通称は「東大」。元々は戦中の工場施設を流用したものであり、使える施設だけを残していったことで複雑な配置になっている(例として大学図書館と文学部の間にはグラウンド3，4つ分ほどもある森が存在している)。海にほど近く、経済学部、文学部、理工学部、農学部が存在し偏差値はそこそこ、文武両道で運動部も豊富。文学部四号館の四階以外は絶対城から借り上げているらしい。
真怪秘録（しんかいひろく）
大正時代、井上円了とその一門が編纂しようとした『真怪』についての記録資料。下書きの段階までは完成していたものの、理由は不明だが実際には刊行されなかった。『真怪秘録』そのものではないが絶対城はこれの元となる覚書など関連資料を幾つか所有している。
実は秘密裏に刊行されており、一部は海外で保管されている模様。現在確認されているのは「第4巻・ぬらりひょんの講」と「8巻・憑キモノ之講」の2冊。
白澤は国立文書館でこれを全巻保管していたが、組織の崩壊時に全焼した。ただ、《白》の記憶を得た阿頼耶によれば、既に知っていることや後の時代の研究で明らかになり公表されている事柄、明らかに間違っている説もあり、貴重で優れた資料ではあるが、「正直、それほどでもなかった」とのこと。
妖怪
阿頼耶の説明だけで登場したものではなく、真怪とされたもの、実在が確認あるいは遺体などの実在の証拠が確認されたものだけを記す。
ぬらりひょん
ぬうりひょんとも呼ばれる、夕暮れ時に人里近くに現れる頭の長く小柄な老人の姿をした妖怪。
実態は誤怪であり、その正体は大陸を渡り日本にたどり着いたネアンデルタール人の末裔。古くは日本各地の山々に偏在していたものの徐々に数を減らし、明治ごろには奴羅山(現・東勢大学)に生息する個体群が残るばかりとなっていた。その個体群に関しては、地域住民から「ぬらりぼとけさま」と呼ばれて一種の畏敬対象となり、害のない隣人として共存していたが、明治14年に織口財閥が地域住民の意見を無視して行った工場建設を目的とした開発を行った際に虐殺され、絶滅した。なお、営利目的で絶滅危惧種を殲滅したという事実は日本の国際評価を著しく下げかねないという理由から、厳重に隠匿されることとなった。
覚（さとり）
山中に住み、人の心や気配を読む妖怪。物語の中では必ず負ける存在である。
いわゆるサイコメトリー能力を持った山住民族を指し、思考や感情、気配(=残留思念)を読む方法が不明であるため真怪とされている。「思考を読む」という特性上、イメージを伝え幻覚を見せる性質を持つのっぺらぼうとは相性が悪い。壊れやすい物品などに注意を向けさせることで読心能力を封じることが可能。能力を封じた状態でも露骨な敵意や殺意であれば感じ取ることはできる。さらに、直接触れ合うことや、水や体液のような電気抵抗の低い物質を介することで、イメージの伝達効率は数十倍にも上昇する。読心能力を最大限に強化した状態なら、意味不明な言語で会話する相手の思考からでも大まかな意味を理解することもできる。
二口（ふたくち）
後頭部にもう一つの口を持った女性の妖怪。民話などで「食わず女房」と呼ばれるものに由来する、都合のいい相手を求める人間の真理の象徴。
先天的なものと、前世の因果がもととなり傷口から後天的に生じるものがある。前者については一種の病気であり、脳の位置に摂食・呼吸器が発生しているのにもかかわらず記憶や思考に影響を与えない理由が不明なため真怪とされる。
実はのっぺらぼうと同種の精神感応者であり、頭に出来た突起が「第2の口」であるという視覚的なイメージを無差別に送信してしまうという疾患に当たり、実際写真で口の部分を撮影しても口の形の隆起はあっても歯や舌は見当たらない。人面瘡と同様の存在であるため、貝母を投与することで徐々に縮小し、この治療を1年ほど継続すれば無事に完治する。
供毘永大神（くびながのおおかみ）
供毘永神宮の祭神とされる竜神。大百足から自身を助けた者たちに長寿を授けたという伝承が伝わる。
その正体は、限りなくゼロに近い確率で不老不死を手に入れた大型首長竜の変異体。さらにその血液を摂取したものは常人離れした長寿と老化の遅延を与える効果がある(人間の場合、100歳を超えていても見た目は50代ほどにとどまる)。2,000年近く昔に「大百足」によって捕らえられた個体で、大百足たちが蛇津波村の祖となる9人の男たちに倒されてからも1800年を超える長きにわたって12年に1度生贄を奉げられる代わりに麻薬で麻痺させられ血を抜き取られていた。蛇津波村では日本における竜蛇信仰の本家本元だとされており、その不死性が西洋のドラゴンにも影響を与えた可能性すらあるという。
阿頼耶たちが151回目の祭りを滅茶苦茶にしたことで偶然自分の首が届く位置まで下りてきていた供毘永神宮の宮司に長年一方的に血を搾取されていたことに対する復讐を遂げ、彼らの手で拘束を解かれ海へと帰っていった。
大百足
滋賀県、石川県、群馬県などに伝わる巨大な百足の妖怪。大蛇や竜と対立する関係にあり、足の数だけ有利とされるが、多くの場合、竜に協力する人間によって討たれる存在である。一般的には山を掘って鉱物を採掘する鉱業集団の暗喩であると言われている。
作中では、蛇津波村に龍神・供毘永大神と共にその伝説が伝わっている。その正体は、およそ2000年前に古代中国から日本へやって来た武装集団。彼らが百足と呼ばれたのは、赤い細い板を節のように繋いだ鎧を着ていたこと、縦に長い列を作った戦法を好んだこと、後述の2つの麻薬の扱いに精通し手足を失っても戦い続けたこと、の3点に由来する。秘薬は2種類存在し、1つは身体能力の増強と痛みの消去の効果を持った朱百足、もう1つは痺れと眠りの効果を持った黄百足。武装集団が滅んだ後は蛇津波の村民が製法を継承し、村中で原料の薬草が栽培され氏子衆が神事の際などに使っている。「白澤」も把握しており、朱百足は《澤》たちが服用している。
鵺（ぬえ）
頭は猿、手足は虎、胴体は狸、尾は蛇、鳴き声はトラツグミという特徴を持つ『平家物語』などに記される妖怪。天皇を悩ませるも、宗教的なバックアップを得ずに武力のみで退治された伝承を持つ。討伐された後の死体は船で流され、芦屋市などの地域に漂着したともされている。
実態は仮怪であり、正体はかつては北半球全域に生息していた絶滅種の古代レッサーパンダの生き残り。木に登るために発達した爪が虎のように見え、よく動く長い尾が蛇に例えられた。身体の構成要素に危険な捕食者には例え難いものが含まれているのも、鼻が低く平たい顔つきや体の色と形がそれぞれ強いて言うならば猿と狸に似ていたことによるとのこと。体長は少なく見積もっても1m半という巨体で、当時の平安人の身長と同じかそれ以上の体格を誇っていたことも化物扱いされた理由の一つ。いわゆるレフュージア（避難場所）で日本列島に近年まで生息していたものの、平安時代すでに絶滅寸前で、山奥から都に迷い込んだ個体が樹上生活を行う習性から高い建物、つまり御所に上ってしまったことが怪異として記され討伐されることにつながったとされる。作中では芦屋市の断絶した旧家が、流れ着いた遺体をミイラとして秘密裏に保存していたものが登場した。
天狗（てんぐ）
元は「音を発して空を飛ぶ」存在で、時代を経るとともに鴉天狗、鼻高天狗といったバリエーションが見られるようになる山の妖怪。
その正体はヒメハルゼミの亜種に相当する古代種の巨大な蝉。クラウス教授からは仮に「天狗蝉」と名付けられている。体は平たく体表は赤と黒のまだら模様に覆われる。この種がもとでその他の蝉も天狗と呼ばれるようになったとされる。通常の蝉と同様に樹液を摂取するだけでなく、鳥類・哺乳類の血液を摂取することもある。宿主とは共生関係を築き、微量の血液と共に老廃物を吸い出すほか、特殊な超音波を発して外敵を撃退し、羽を広げて落下や激突から宿主を守り、吸血時に流し込む唾液には宿主の健康を維持する効果まである。また、口吻で刺されてもあまり痛くないらしい。なお、この蝉が寄生した鳥類の姿が「鴉天狗」と呼ばれるようになったとされる。猿田彦を崇めていた修験道の一派がこの蝉を飼育し利用していた。鼓膜が破れそうな大音量だけでなく、「天狗笑い」や「天狗囃」と呼ばれる多様な音も発生させられる。なお、「天狗倒し」は、本種が生育に大量の樹液を必要とするために引き起こされる立ち枯れが原因である。さすがに大の大人を抱えた状態では滑空が精一杯だが、人間の子供くらいなら抱えて飛ぶことができるほどに力が強い。現在はかなり減少しているものの、鳴き声で山を揺らし人を攫って喰らうというオオゼミ伝説が伝わる茨城県笠間市の愛宕山に今も生息している。丁寧に育てれば生態的変異を起こし、体長は60cm程、翅は差し渡し1m以上まで巨大化して、数年にわたって生き続けるとされる。
トウビョウ
群れをなす小さな蛇として表現される憑き物の一種で、床下の土瓶で飼われている。一般的に心怪とされる憑き物の中で、県境(大学から2時間半ほど)にほど近い朽縄（くちなわ）町という小さな町の旧家・真萱（まがや）家に伝わるものは本物とされる。
正体は和名を「マガヤモジホコリ」という粘菌の一種。変形体がのばす黒い菌糸が蛇に見えたことが由来とされる。電気信号を発したり、電気に反応する性質を持つため、他の粘菌に比べて判断速度や移動速度が格段に速く、人間の体温と同じ温度で活性化する性質を持つ。粘菌アメーバの状態で経口で宿主体内に侵入し、接合して変形体になると血流にのって人体で最も電気的刺激の活発な脳に寄生する。宿主は思考力が低下し多幸感を覚えるようになるが、消化管にいる間は腹痛を引き起こすことがある。体内の環境に適応した結果外気に触れ続けることに弱く、熱や乾燥が弱点で、さらにえんどう豆に触れると死滅してしまう。
また、体内で増殖しすぎると変形体が体内からあふれ出し、宿主の全身を覆うようになる。この状態では粘菌が宿主の体を電気的刺激によって勝手に動かしている状態で、宿主の意識はない。この姿になった被害者のことを朽縄町では「川坊主」と呼んでいる。ただし、一晩も経てば乾燥で変形体は死滅してしまい、その時には宿主の記憶の一部を道連れにする。
地上に見える部分だけでも高さ5 - 6m、幅10mを超える大きさまで成長した「大トウビョウ」こそが新興宗教『大日本護法息滅会』のトップで、長い年月をかけて構築した人間に匹敵する高度な知性を持ち自らの体をコンピュータに接続することで自分の意思を伝えることができる。真萱家が不当にこうむってきた差別に対する復讐のため、教祖と信者を操り浄水場に粘菌アメーバを流して人々を操ろうと企んだが阿頼耶たちの活躍により失敗、巨大なカエルかナメクジのような「ガイラゴ」と呼ばれる形態となって浄水場に向けて移動を開始するが、地中に埋まっていた不発弾を踏み全身を高熱で焼かれて死滅した。
分類としては仮怪。ただし、真萱家当主に代々伝わる操り歌で制御が可能で、その原理は一切不明であるため、「技術としての真怪」であるともいえる。
のっぺらぼう
闇夜の象徴とされる顔を持たない妖怪。
真怪で、他人に念を送り相手の五感で近くした情報を自分のイメージで上書きすることで幻覚を見せることができるという能力を持った精神感応者のこと。熟練すれば体格・性別・年齢すら自在に変化させられるが、力が未熟でイメージをうまく伝えられないと目鼻のないつるりとした顔として認識されてしまう。周囲の全員の視界を一気に奪って、目の前を真っ暗にすることもでき、晃はこの技を小泉八雲の作品になぞらえて「むじな」と名付けている。
河童
全国各地の川に生息し、手足に水かきをもつ小柄な妖怪。
その正体は局地的な進化で人間に近い姿を得た両生類の一種。本来の姿は「青緑色の皮膚と目に半透明の膜を持つ人型の生物」だが、擬態によって「色白な未成年」に見える姿に化けている。人間に匹敵する知能を持ち、言葉を話し文字を解する。ひと跳び約10mの跳躍力、牡鹿を川に引きずり込んで殺す怪力を有するほか、体表からは麻痺性の毒液を分泌する。恒温性を獲得しているかは不明だが、真冬の水中でも活動できることから少なくともそれなりの低温には耐えられる模様。長期間の休眠を行うこともでき非常に長生き。イモリなどと同様の高い再生力を持ち、手足を切断されても時間と共に元通りになる。また、切断された後も表皮から栄養を吸収させれば組織は生存し、河童の手足を人間に移植すると全く異なる生物であるにもかかわらずきれいに癒合して元のように動かせるが、河童の組織に侵食される恐れがある。今では人間に紛れて地上生活を送っているが完全に水辺から離れられたわけではなく、卵生で清流に産卵する。
なお、現在よく知られる皿や甲羅を持つ河童は九州で仲間が捕らえられたときに流したダミーの情報をもとにしたもので実際には存在しない。
牛鬼
水中に住み人を襲うという特徴を持つ、西日本を中心に様々な姿で語られる妖怪。
その正体は絶滅したとされていたマチカネワニの生き残り。W県香宇良山の「牛鬼堂」では化石化していないマチカネワニの頭骨が祀られていたことからその可能性が提唱された。「牛鬼（うし おに）」という字も、狩りの方法が潮の満ち引きのように見えることから「潮似（うしお に）」が変化したと推察されており、一部の地域で伝えられる「影を嘗められると死ぬ」というのも水中に鰐の影が見えるときに水辺に近づいてはいけないという戒めではないかとしている。
ナンジャモンジャ
畏敬の念を抱かせるような迫力を持つ、種類がはっきりとしない謎の巨木の総称。
神籬村と呼ばれていた廃村に生えている物は、ヤマザクラの古木を飲み込んで一体化したクスノキで、樹高が30mに幹の直径が7mもある巨木。その大きさから推定される樹齢は1500年にもなる。
いつしか成長の過程で、分泌する化学物質のアレロパシーにより他の生物を変質させ操る能力を手に入れている。野生動物から身を守るためにクロナガアリに人の姿をとらせ、それが通用しない人間に対してはワラシタケの効果で多幸感を与えて自らの周囲に村落を形成させた。化学物質・温度差・電位差などを感知し周囲の状況や人間の感情などをある程度察知する能力が備わっているようで、集落の人間たちが自分を刈り倒そうとすると、手を下される前に無数のワラシタケを活性化させ、その毒成分により村人たちを皆殺しにし、その死体はアリたちに処分させる、という行為をおよそ100年周期で繰り返していた。
阿頼耶たちに自分が行ってきたことを暴かれ、いずれ自分が危険視されて滅ぼされるだろうと察したのか、大量の花を咲かせ自らの記憶と能力を載せた遺伝情報を花粉の形でばらまき、エネルギーを使い果たしたことで立ち枯れた。阿頼耶たちが村を訪れるずっと以前から花粉によって自身が得た情報を子や孫の代に伝えていた可能性があることから、日本中のどこかですでに同じ能力を有する樹木が発生しているのではないかとされる。
座敷わらし
岩手県を中心とする東北地方に伝わる子供の妖怪で、福徳や盛衰を司るといわれる。
神籬村に伝わる座敷童の正体はワラシタケと呼ばれるベニカサダケの変異体、つまり特殊な茸の1種である。白い茎と赤い笠を持ち、成長した物は一見すると童子に見える。多幸感を与える化学物質を生成、分泌する性質を持つ。日当たりの悪い場所に生育し、快感物質を蒸散しながら菌糸を伸ばして栄養を集め、栄養が十分貯まると1m強まで急成長し、直後に胞子をばらまきながら自壊する。生成する快楽物質を摂取すると発汗や麻痺といった徴候が見られる。ただし、その中には微量ながらドクササコにも含まれる有毒物質のアクロメリン酸が含まれているため大量に吸入すると致死的。快楽物質の生成にはナンジャモンジャが分泌する化学物質が必要なようで、別の場所で胞子から育てた株は快楽物質を合成できない。座敷わらしの伝承の中に茸と関係するものが多いのもその影響ではないかと述べられている。
ナンジャモンジャがほかの樹に花粉を介して情報を伝えていた可能性を考慮したうえで、同種のもの、あるいは樹木から独立して人に擬態する性質を持つ茸として日本中に散らばっている可能性もあるといわれる。
ノタバリコ
岩手県に伝わる下級の座敷わらしで、土間から現れて座敷を這いずり回る4 - 5歳の子供の姿をした妖怪。
神籬村のノタバリコは、ナンジャモンジャの化学物質の作用で操作され、人間の子供の姿に擬態するクロナガアリの集団。このアリたちは他地域に生息する個体群とも特に生物学的な違いはなく、別の地域で採取した個体群を神籬村に連れてきても同じような行動を示す。普段は身長60m程の黒い子供のような姿に擬態して鳥獣や害虫からナンジャモンジャを守り、生物の死体を土中で分解しているが、ナンジャモンジャが危険を感じると身長2m程の巨体と化して実力行使を行う。
ナンジャモンジャがほかの樹に花粉を介して情報を伝えていた可能性を考慮したうえで、同種のもの、あるいは樹木から独立して人に擬態する性質を持つ昆虫として日本中に散らばっている可能性もあるといわれる。
ダイダラボッチ
日本全土に伝承を残す山や湖を作ったとされる巨人。
基本的には男性型であるが、Y県伍来（ごらい）半島沖60kmに浮かぶ御場島（おんばじま）という火山島には女性の姿で伝わる。この島では1000年前の大噴火を食い止めた地中の大女神ダイダラボッチを崇拝する「ダイダラボ講」という土着信仰が今なお行われており、鎮女と呼ばれる神職がオフサギという神事を行い火山を鎮めるという風習がある。
その正体は真鎧鉱業でサンプル番号「A51」と呼ばれる古細菌の一種。この生物は1,000℃近い溶岩の中に生息する超耐熱性を持ち、熱エネルギーを食べて電子を放出することで仲間を吸い寄せあって動く、手近な物質を包み込んでその形状を拡大する、火山ガスの粒子に付着して空気中を漂うといった特殊な性質をいくつも持っている。初代鎮女であったシズという女性が1000年前に起きた大噴火を食い止めるため火口に身を投げた際に、その死体の周囲にA51が集合して形状を拡大、「噴火を止めたい」という強い意志が電気刺激としてA51にコピーされ、その後も噴火が起ころうとするたび彼女の遺志を引き継いで噴火を食い止め続けていたというものだった。その姿は乳白色のガス状で全長数百mもの巨大な女性であり、阿頼耶はダイダラボッチという名称も「大きく太い裸の母（大太裸母）」が転じたものではないかと考えている。
バケギツネ
人間を化かす力を持つとされた狐の妖怪。一般には人間の先入観や幻覚とされていたが、実際に人間を化かす力を持つ狐を作中ではバケギツネと呼称している。
その正体はホンドギツネとよく似た姿を持つイヌ科の哺乳類。茶色い毛並みでやや太い尾を持ち瞳孔は縦に細く体長は大人で80cmほどと狐（もしくは雑種の和犬）によく似た形態を持つが、狼のように群れを作って狩りを行い「コンコン」と鳴くなどの違いがある。本来日本において「狐」と呼ばれていたのはこの生物で、近代以降「ホンドギツネ」という生き物と混同されたものと見られている。化かす力のタネは他の生物に対して判断力を低下させ物事を信じ込ませやすくする作用を持った即効性の高い強力な化学物質。元々は繁殖に使っていた無臭のフェロモンを進化の過程で狩りへ転化したものとされ、何かに染みこませて携帯することでも効果を発揮する。非常に知能が高く、人間の言語を理解したうえで独自の言語に変換することもできる。この能力と人間とのコンビネーションを利用した情報の高速伝達は「狐飛脚」と呼ばれていた。孤高山という山間部の一帯に古くから生息しており、祈祷者まがいの詐欺師が「孤高山外道院」を開山してからは彼らと共存し、廃仏毀釈で寺院が放棄されてからも現在までひっそりと生き続けている。
件（くだん）
未来を予言する動物型妖怪の一種で、牛から生まれる人面牛身の妖怪。同様の予言獣として海に現れる人面魚の「神社姫」、山に現れる人面獣の「くだべ」、平地から海岸に現れる人面鳥の「アマビコ」などが存在している。
その真相は仮怪の物怪にあたり、一部の脊椎動物の前頭葉を発達させることにより顔を人面に変形させる性質を持ったウイルス（「件ウイルス」と仮称）に感染した新生牛。この件ウイルスはもともと海洋性のもので、魚類・鳥類・牛などの一部哺乳類に感染した場合のみ顕著な症状を呈し、肥大した前頭葉に耐えられずほとんどは出生後すぐに死亡してしまう。この性質から牛を対象とする酪農家にとっては甚大な被害をもたらす疾病といえ、件ウイルスが常在しているY県橋倉市の柴田山一帯では一時期酪農業が断絶してしまったこともあった。ただし、空気感染こそするもののそれ以外の生物ではさほど強い毒性を示さず、鳥類は比較的高い耐性を持つことから自然界では野鳥が宿主となっているとされる。なお、本来は脳が発達した生物を宿主とすることを想定したウイルスであるらしく、人間へ感染した場合は5分ほどで全ウイルスが死滅してしまうものの、その間のみ脳の機能が異常なレベルで底上げされ予知に近い極めて正確な予測が可能となる。これらの予言獣による逸話は、件ウイルスを感染動物からうつされて唐突に思考能力が活性化した人間が、自身の変化に動揺し眼前の奇妙な動物によってその未来を伝えられたと解釈したことで生まれたものとされる。また、このウイルスに持続感染し体内に変異したウイルスを保有している者は、普通の人間より勘が鋭くなり判断力に優れる傾向がある。治療法についても研究されており、10日ほどかければ本来の牛の顔に戻すことができる効果を持つ薬品が開発されている。
アマビコ
前述の予言獣の一種で、人面鳥身、あるいは3本足の鳥といった姿で描かれる妖怪。別名アマビエ。
伝承として伝わっているものは件ウイルスに感染した鳥類だと考えられており、人面になった個体はウイルスへの耐性が低く頭部のみが変異してしまったものだが、足を増やしたものはウイルスへ適応し知能が発達したことにより細かな作業をするための新たな肢を欲したことで誕生したとされ、後者に該当するウイルスと完全な共生を遂げたルリビタキの変種が柴田山周辺に生息している。脳だけを巨大化させて顔面を変形させるのではなく体のバランスを保ったまま脳を肥大させるという選択をとったことで、原種よりはるかに大きい全長3mにまで成長する。人の言葉をある程度理解できるほどの非常に高い知能を持っているため、この巨体でありながら今まで誰からも存在を知られることなく種を維持できていた。ただし生息域周辺では巨大鳥類を誤認したUFOの都市伝説が語られていた。また、この姿から八咫烏とも何らかの関わりがある可能性がある。
「白澤」が自身の力の源である件ウイルスの存在を狙っていることを快く思っておらず、超思考力でその危機を察知したことで阿頼耶の元へと飛来し、彼からウイルス株の処分を託された。
一本ダタラ
熊野の果無山脈一帯を中心に伝えられる一眼一足の巨人。別名は一本足、一蹈鞴、一つだたらなど。とにかくバリエーションの多い妖怪で、「果ての二十日」と呼ばれる12月20日にだけ出現する、相撲が好きな怪物、猪笹王という巨大猪が死後に化けた鬼神、河童のような妖怪が山に入って姿を変えた、宙返りして足跡を残すだけ、出くわしかけた時に狼に助けられる、昔はいたが退治されてもう出てこない、熊野の盗賊だった、といった様々な伝承が残っている。古代中国の山の鬼神「夔」が原型になったとも、タタラ製鉄で片足でふいごを踏む動作と関係があるともいわれる。
その正体とは動物でも人でも自然現象でもない、明治頃まで西日本の山中に密かに息づいていた「一本ダタラ流」とでも呼ぶべき流派。技の名前であり、格闘技の体系であり、武芸者の号を指し、中世に古代中国から伝わった古武術が、修験者系の行者によって山間部で改変されて完成した一撃必殺にして攻防一体の技で、真怪秘録覚書にある「一本ダタラ類に係る写」は「一本ダタラ流」の「技法書」になっている。足場の悪い山間部専用の格闘技で、両足を揃えた上で絡めるという特徴が1本足に例えられた。
スイトン
鳥取と岡山の県境だけに伝わる、覚と同じく山中に現れ心を読み取ってしまう妖怪。山の中に現れる1本足の妖怪であり、一本ダタラのバリエーションの一種とされる。物語の中で必ず負ける覚とは違って唯一敗走を知らない妖怪で、心を読む力で邪な心を嗅ぎ付けて悪い心を持った人のところにだけ出て、スイーッと来てトンと立ち獲物を引き裂いて食べてしまうと言われている。
その正体は「一本ダタラ流」を踏まえて、覚の能力を持つ人々が編み出した「相手の心が読めることが前提の格闘術」。アルコールで読心能力を機敏にしてから戦うため、「酔呑（すいどん）」と呼ばれた。体の動かし方、技のかけ方、読心能力を薬草で増幅する方法などまで含まれる技術の体系で、最大限に強化した覚のスキルで相手の判断を読み取り、反射的に動くという点で他の格闘技とは根本的に違っており、会得すれば銃も矢も怖くないという。
猫また
猫妖怪の代表格で、化け猫の代名詞と言える怪異。猫又、猫股とも書く。文献での初出は13世紀初期に藤原定家が記した『明月記』とされ、名前が違うが特徴が類似する猫の化け物の記述はさらに古い『本朝世紀』1150年の記事にあり、『徒然草』でも名前が出ている。現代のイメージは尻尾が2つに分かれた猫で、喋ったり人を化かして災を為すものとされるが、これは江戸時代以降に定着したもの。古代から中世にかけての猫また像は、群れで行動する猫より明らかに大きい夜行性の獣で、不思議な力を使うことも尻尾が分かれていることもない。これは一説では、狂犬病を発症して山から降りてきた山犬だと考えられている。なお、尻尾の分かれた猫またが生まれたのは、名前の印象と、二尾の妖狐が本性だったという『玉藻前』の影響だとされる。
元徳2年に明確な猫岳伝承の由来が残る、Y県の南端側にある寧駒ヶ岳（ねこまがたけ）で祀られた「猫またの骨」を調査した結果、古い伝承に出てくる猫またはそもそも猫ではなく、フェリネストリクスと命名された絶滅種の肉食アナグマではないかと推察された。日本に現存するニホンアナグマは雑食で体長60cm前後だが、フェリネストリクスは体長1mあまりと中型犬以上に大柄で、家族単位で群れを成して狩りをする完全な肉食性の哺乳類だったという。化石が発見されたのはシベリアだが、鵺（古代種レッサーパンダ）の事例と同じくレフュージアによって日本にも近年まで生息していたものとしている。
猫の王
熊本県の阿蘇の根子岳（猫岳）に住むと伝わる、猫を統べる化け猫。里に降りて家庭に入り込む『猫ばば』とは違い、基本的に人前に姿を見せることはない。また、化け猫の群れが住むという「猫岳伝承」は日本各地の山、特に火山で多く語られる。
その正体とは、不特定多数の猫の群れの中に現れる超知性としての統合意識で、猫の群れそのものが本体である。単独ではカラスより小さいイエネコの脳容量だが、情報を交換するネットワークを形成することで、情報を高速かつ並列に処理する事が可能になり、疑似的な単一の脳として「1つの心を共有している」状態となる。イメージとしては歌川芳藤が描いた『五十三次之内猫之怪』に近い。自らを私/我々/猫と呼称する。脳に比してオーバースペックな程に優れた2つの嗅覚器官と、顔だけでも6つある匂いを出す分泌腺を利用して、オンオフの2進法しか使えないデジタル通信や脳の信号より高速で複雑な情報交換を行っているとされるが、匂いだけで知性の維持と高度な情報交換を行っているとは考えにくいので、まさしく真怪であると言える。化け猫が群れる伝承を持つのも、正確には「群れることで猫は化け猫になる」ためで、狐狸とは違い妖怪としての個体名を持たないのは集団性に起因する怪異であるため、伝説で語られる執念深さは超知性に保存された記憶に基づいて行動しているためである。理論的には世界中6億匹全ての猫が猫の王の構成要素であり、各々の猫の中に小分けして保存された情報や知見は猫同士の交流で共有され、他の猫と匂いを交わすことができる状況にさえいれば猫の王は生まれ得る。その知性は人間以上であり、「意図的に漏電を起こして出火させ、その罪を鼠になすりつける工作を行う」、「鍵の構造を理解して戸を開閉し、なおかついざという時に逃亡の成功率を上げるため開け方を知らない演技をする」、「集団で煽り立てるように鳴くことでストレスを与えて判断力を失わせ狂騒状態にした野犬をけしかける」、「日本語を理解するのみならず、思念のチャンネルを覚に合わせて調整することで会話すら成立させる」といった芸当をこなしている。人間を家畜や家禽程度の下等動物としか見ておらず、猫を虐め殺す人間を報復で食い殺して死体を完璧に処分し、人類を脅すためにその身分に成り代わることもある。
他の種のように進化したり改良を受けることもなく、人間が猫にへつらい餌を取らなくても生きていける環境を維持することが目的であり、超知性の存在が知られれば人間に忌避されるか利用されることが予測されるため、自分の存在が世間に知られることを望まない。白澤の知識を人間である阿頼耶が得たことを危険視して接触を図り、その過程で礼音が妖怪学を学んだ覚であると知ったため先に始末しようと画策した。阿頼耶と礼音に自らの正体を明かし群れで殺そうとするも、イエネコに分化した250万年前からほとんど形状が変わっていないという弱点を突かれ、マタタビ同様の効果を発揮するキウイフルーツの木の根の粉末を吸引した事で統制を失い、猫を終宿主とすることで知られるトキソプラズマの中でも寧駒ヶ岳のコウモリ以外の生物を死滅させた強毒型の固有種を世界中にばら撒き、他の生物ごと猫を絶滅させると阿頼耶に脅されたことで排除を躊躇し、猫の王のことを明かさないことを条件に2人を狙うのをやめ、監視役としてテンマルを常駐させることに決める。

## 既刊一覧
- 峰守ひろかず（著） / 水口十（イラスト） 『絶対城先輩の妖怪学講座』 アスキー・メディアワークス→KADOKAWA〈メディアワークス文庫〉、全12巻
  1. 2013年4月25日初版発行（同日発売[2]）、ISBN 978-4-04-891614-1
  2. 2013年9月25日初版発行（同日発売[3]）、ISBN 978-4-04-891962-3
  3. 2014年1月25日初版発行（同日発売[4]）、ISBN 978-4-04-866314-4
  4. 2014年6月25日初版発行（同日発売[5]）、ISBN 978-4-04-866620-6
  5. 2014年10月25日初版発行（同日発売[6]）、ISBN 978-4-04-869038-6
  6. 2015年2月25日初版発行（同日発売[7]）、ISBN 978-4-04-869343-1
  7. 2015年8月25日初版発行（同日発売[8]）、ISBN 978-4-04-865390-9
  8. 2016年5月25日初版発行（同日発売[9]）、ISBN 978-4-04-865749-5
  9. 2016年11月25日初版発行（同日発売[10]）、ISBN 978-4-04-892409-2
  10. 2017年8月25日初版発行（同日発売[11]）、ISBN 978-4-04-893292-9
  11. 2018年9月22日初版発行（同日発売[12]）、ISBN 978-4-04-893952-2
  12. 2019年12月25日初版発行（同日発売[13]）、ISBN 978-4-04-912858-1

### 漫画
- 峰守ひろかず（原作） / 水口十（キャラクター原案） / 炬太郎（作画） 『絶対城先輩の妖怪学講座』 KADOKAWA〈ビーズログコミックス〉、全2巻
  1. 2015年2月25日初版発行（同日発売[14]）、ISBN 978-4-04-730211-2
  2. 2016年1月25日初版発行（1月23日発売[15]）、ISBN 978-4-04-730891-6